# Szerencsejáték (album)
A Szerencsejáték a Neoton Família 1982-es nagylemeze. Angol változata külföldön Gamble címmel jelent meg.

## Megjelenések
| Ország       | Formátum | Sorszám    | Kiadó  | Év   |
| ------------ | -------- | ---------- | ------ | ---- |
| Magyarország | LP       | SLPX 17719 | Pepita | 1982 |
| Németország  | MC       | MK 17719   | Pepita | 1982 |
| Magyarország | CD       | HCD 17719  | Gong   | 1998 |

## Az album dalai
- Monte Carlo
- Eszterlánc
- Tini-dal
- Napfogyatkozás
- Üvegház
- Kell, hogy várj
- Nem szállunk ki a hajóból
- Rongyszőnyeg
- Jöjj el
- Szárszó
- Születésnap
- Szerencsejáték

## Közreműködők
- Baracs János – basszusgitár
- Bardóczi Gyula – dobok, ütőhangszerek
- Csepregi Éva – vokál, ének
- Jakab György – billentyűs hangszerek, vokál
- Pál Éva – vokál, ének
- Pásztor László – billentyűs hangszerek, gitár, vokál
- Végvári Ádám – ének, gitár
- Dobó Ferenc – szintetizátor
- Okamoto, Samuel – ütőhangszerek
- Ruzicska Tamás – ütőhangszerek